# Le Tuong Duc
Lê Tương Dực, namn vid födseln (tên huý) Lê Oanh, född 1495, död 1516, var den nionde  kejsaren av Senare Ledynastin i Vietnam. Han regerade från 1509 till 1516. Han kom till makten genom att avsätta sin illa omtycka kusin Lê Uy Mục men blev själv en dålig monark.
Långlivade uppror bröt ut och Tran Cao lyckades samla stora skaror kring sig. Lê Tương Dực pryglade upp en ledande militär vilket ledde till att militären senare dödade kungen.